# Crisi politica albanese del 2019
A partire dal 16 febbraio i partiti dell'opposizione in Albania hanno organizzato una serie di proteste e di manifestazioni contro il governo per chiedere nuove elezioni e la formazione di un governo tecnocratico che possa garantire l'equità del processo elettorale, citando i brogli elettorali e la corruzione nel governo come le principali ragioni della necessità di cambiamento.
La coalizione dell'opposizione è composta dal Partito Democratico d'Albania, dal Movimento Socialista per l'Integrazione, dal Partito per la Giustizia, l'Integrazione e l'Unità, dal Partito Repubblicano d'Albania e da altri partiti di opposizione minori. Dopo le prime proteste, i deputati dell'opposizione hanno deciso di dimettersi in massa dal Parlamento.

## Contesto
Dopo un periodo di boicottaggio di sei mesi, i partiti dell'opposizione sono ritornati in parlamento a gennaio 2019 e hanno annunciato proteste di massa contro il governo Rama. Nel frattempo, il governo è stato rimpastato come conseguenza delle proteste studentesche.
In una retorica simile a quella del 2017, la coalizione dell'opposizione ha accusato il governo di corruzione e brogli elettorali. La prima protesta nazionale è stata annunciata il 16 febbraio a Tirana. In precedenza, la Polizia di Stato ha avvertito della presenza di elementi criminali nella protesta, che è stata denunciata dalla coalizione dell'opposizione come forma di intimidazione.

## Proteste e dimissioni di massa
Il 16 febbraio i sostenitori dell'opposizione di diverse città si sono riuniti a Tirana per chiedere nuove elezioni e le dimissioni del governo Rama. La protesta è degenerata in violenti scontri con la polizia e nell'uso di gas lacrimogeni e cannoni ad acqua contro i manifestanti. Alcuni di loro hanno cercato di entrare nell'ufficio del primo ministro sfondando i ranghi della polizia. Migliaia di sostenitori dell'opposizione hanno partecipato alla protesta che è stata considerata una delle più grandi proteste che il Paese abbia mai visto negli ultimi anni.
Successivamente, i partiti dell'opposizione hanno annunciato che tutti i loro parlamentari si sarebbero dimessi dal Parlamento in un atto senza precedenti. Il 22 febbraio è stata annunciata un'altra protesta fuori dall'edificio del Parlamento mentre altri parlamentari partecipavano alla sessione plenaria. La manifestazione pacifica è terminata con una marcia guidata dal leader dell'opposizione Lulzim Basha, e dai membri dei partiti dell'opposizione in Parlamento, per consegnare delle dichiarazioni firmate di rinuncia ai loro seggi parlamentari e per chiedere nuove elezioni. Più di 40 seggi sono stati lasciati vacanti e la Commissione elettorale centrale ha avviato nei giorni successivi le procedure per sostituire i parlamentari con figure per lo più sconosciute e inesperte che facevano parte delle liste dei candidati durante le elezioni del 2017. Alcuni deputati dei partiti dell'opposizione si sono rifiutati di dimettersi, tra cui Rudina Hajdari, la figlia di Azem Hajdari, uno dei fondatori del Partito democratico.
Il 16 marzo è stata annunciata un'altra grande manifestazione. Ha avuto inizio davanti all'edificio dell'Ufficio del Primo Ministro e ha continuato davanti al Parlamento, dove ancora una volta i manifestanti si sono scontrati con la polizia e i cannoni ad acqua e i gas lacrimogeni sono stati utilizzati per gestire la manifestazione.
Un'altra grande protesta è stata organizzata il 18 aprile, questa volta nel pomeriggio. Nei giorni precedenti la protesta, i due principali partiti dell'opposizione si sono rifiutati di partecipare alle elezioni locali del 30 giugno, lanciando un boicottaggio. C'è stata una ulteriore manifestazione l'11 maggio dove sono state lanciate bombe incendiarie contro l’edificio che ospita gli uffici del primo ministro e contro l’edificio del Parlamento. L'8 luglio 2019 c'è stata la decima giornata di proteste contro il governo, questa volta pacificamente e senza scontri.

## Boicottaggio delle elezioni locali
I partiti dell'opposizione hanno deciso di boicottare le elezioni locali fissate per il 30 giugno (dopo essere state cancellate del presidente dell'Albania Ilir Meta e riconfermate dal Collegio elettorale albanese).

### Lo scandalo delle intercettazioni
Sono state rilasciate a giugno da Bild alcune intercettazioni, parte di un'indagine non ancora conclusa dalla procura albanese, in cui sono stati registrati funzionari del governo e del partito socialista che si dedicavano all'acquisto di voti e che obbligavano la gente a votare per il Partito socialista alle elezioni nella prefettura di Dibër. Tra i dirigenti intercettati figurava anche il primo ministro Edi Rama, l'ex ministro dell'Energia Damian Gjiknuri e l'ex ministro degli Interni Saimir Tahiri.

## Reazioni
Dopo che la protesta del 16 febbraio è diventata violenta, l'ambasciata statunitense a Tirana ha rilasciato un comunicato stampa che condannava la violenza e la distruzione.
La missione dell'OSCE in Albania ha invitato gli istigatori e i responsabili a "assumersi la responsabilità degli eventi".
A seguito delle dimissioni di massa dei parlamentari dell'opposizione, l'Unione europea ha condannato l'azione estrema attraverso una dichiarazione congiunta dell'Alto rappresentante dell'Unione per gli affari esteri e la politica di sicurezza Federica Mogherini e del Commissario europeo per l'allargamento e la politica di vicinato Johannes Hahn, ritenendo gli atti controproducenti e contrari alla scelta democratica dei cittadini albanesi, compromettendo i progressi nel cammino di accesso all'Unione europea e ostacolando il funzionamento della democrazia in Albania.